# A Crow Left of the Murder...
A Crow Left of the Murder... – piąty album studyjny zespołu Incubus wydany 3 lutego 2004 roku nakładem wytwórni Epic i Immortal. 

## Lista utworów
1. Megalomaniac
2. A Crow Left of the Murder
3. Agoraphobia
4. Talk Shows on Mute
5. Beware! Criminal
6. Sick Sad Little World
7. Pistola
8. Southern Girl
9. Priceless
10. Zee Deveel
11. Made For TV Movie
12. Smile Lines
13. Here in My Room
14. Leech